# 屈原礁
屈原礁位于南沙群岛九章群礁南部，东北距漳溪礁约3.8海里，西南距琼礁1.6海里。为一座暗礁。1983年公布名称为屈原礁，以纪念中国战国时代诗人屈原。西方文献称为“Higgen Reef”。